# Chaetopsis apicalis
Chaetopsis apicalis är en tvåvingeart som beskrevs av Johnson 1900. Chaetopsis apicalis ingår i släktet Chaetopsis och familjen fläckflugor. Inga underarter finns listade i Catalogue of Life.